# Julius Rudolf Obermiller
Julius Rudolf Obermiller (* 12. Juni 1873 in Cannstatt; † 6. April 1930 in Berlin) war ein deutscher Chemiker.

## Leben
Julius Obermiller, Sohn eines Apothekers, erlernte von 1888 bis 1891 die Pharmazie in Stuttgart und legte 1891 sein Gehilfenexamen ab. Als Gehilfe war er bis 1893 bei seinem Vater tätig und erwarb sich nebenher das Reifezeugnis am Gymnasium in Cannstatt. Nach der einjährigen Gehilfenzeit studierte er 1894–1896 an der Eberhard Karls Universität Tübingen. 1895 wurde er im Corps Rhenania Tübingen als Obermiller II recipiert. Nach dem pharmazeutischen Staatsexamen wurde er 1900 in Tübingen zum Dr. sc. nat. promoviert. Von 1900 bis 1905 widmete er sich einer Tätigkeit bei den Farbwerken Bayer in Elberfeld. Er habilitierte sich 1908 an der TH München für Chemische Technologie. Von 1911 bis 1920 lehrte er als Privatdozent an der Universität Basel. 1920–1924 war er Leiter des Deutschen Forschungsinstituts für Textilindustrie in Mönchengladbach. Seit 1925 war Julius Obermiller beim Reichsgesundheitsamt tätig. Ab 1927 wirkte er als Privatdozent und ab 1929 als a.o. Professor an der Technischen Hochschule zu Berlin. Er wurde keine 57 Jahre alt.
Seine Publikationen erschienen u. a. im Journal für praktische Chemie, in der Zeitschrift für Physikalische Chemie und in der Angewandten Chemie.